# Мария Хосефа Кармела Испанская
Мария Хосефа Испанская (Мария Хосефа Кармела, 6 июля 1744 — 8 декабря 1801) — по праву рождения принцесса Неаполитанская и Сицилийская, а когда её отец занял трон Испании, она стала испанской инфантой. Её брат позднее стал королём Испании Карлом IV, а одна из сестёр императрицей Священной Римской империи.

## Биография
Принцесса Мария Хосефа родилась в городе Гаэта на юге Италии. Её отец был королём объединенных личной унией Неаполя и Сицилии. Мария Хосефа была четвёртым ребенком своих родителей и первым, пережившим пятилетний возраст. Она была названа в честь своей бабушки по материнской линии Марии Жозефы Австрийской.
Младшая сестра Марии Хосефы Мария Луиза была выбрана, в обход самой Марии Хосефы, в жены Великому Герцогу Тосканы Леопольду, ставшему впоследствии императором Священной Римской империи.
Мария Хосефа была кандидаткой на роль второй жены овдовевшего Людовика XV. Его первая жена Мария Лещинская умерла в 1768 году, когда Марии Хосефе было всего 24 года. Людовик отклонил кандидатуру испанской инфанты из-за слишком серьёзной разницы в возрасте — ему самому было уже 58 лет. Мария Хосефа оставалась незамужней до конца жизни и жила при дворе своего брата Карла IV и его жены Марии-Луизы Пармской, которая была внучкой её несостоявшегося жениха Людовика XV.
Умерла инфанта в Королевском дворце в Мадриде в возрасте 57 лет. Похоронена в монастыре Эскориал.

## Официальные титулы
- 6 июля 1744 — 6 октября 1759 Её Королевское Высочество Принцесса Мария Хосефа Неаполитанская и Сицилийская Инфанта Испании
- 6 октября 1759 — 8 декабря 1801 Её Королевское Высочество Инфанта Донна Мария Хосефа, Инфанта Испании, Принцесса Неаполитанская и Сицилийская